# 偽装の女
『偽装の女』（ぎそうのおんな、原題・英語: Quality Street）は、1936年に撮影され、翌1937年に完成・公開されたアメリカ合衆国の映画である。ジェームス・マシュー・バリーの戯曲『クオリティ通り』の映画化であり、ジョージ・スティーヴンスが監督、キャサリン・ヘプバーンやフランチョット・トーンなどが出演した。
1927年にはシドニー・フランクリン監督、マリオン・デイヴィス主演で映画化されている。（邦題『クォリティ街』）

## キャスト
| 役名                       | 俳優                   | 日本語吹き替え | 日本語吹き替え |
| 役名                       | 俳優                   | テレビ版1      | テレビ版2      |
| -------------------------- | ---------------------- | -------------- | -------------- |
| フィービー・スロッセル     | キャサリン・ヘプバーン | 今井和子       | 白坂道子       |
| ヴァレンタイン・ブラウン   | フランチョット・トーン | 金内吉男       |                |
| 軍曹                       | エリック・ブロア       | 桑山正一       |                |
| スーザン（フィービーの姉） | フェイ・ベインター     | 新道乃理子     | 加藤道子       |
| メアリー・ウィロビー       | エステル・ウィンウッド |                |                |
| シャーロット・パラット     | ジョーン・フォンテイン |                |                |
| イザベラ                   | ボニータ・グランヴィル |                |                |

- テレビ版1：初回放送1964年9月20日『NHK劇映画』14:00-15:30[2]

## スタッフ
- 監督：ジョージ・スティーヴンス
- 製作：パンドロ・S・バーマン
- 脚本：アラン・スコット、モーティマー・オフナー
- 音楽：ロイ・ウェッブ
- 撮影：ロバート・デ・グラス
- 編集：ヘンリー・バーマン
- 美術：ホープ・アーウィン
- 衣裳：ウォルター・プランケット
- 録音：ジョージ・D・エリス

## アカデミー賞ノミネーション
- 作曲賞：ロイ・ウェッブ

## 注
1. ↑  Box office/business for Quality Street
2. ↑  “番組表検索結果詳細”.   NHKクロニクル. 2020年2月3日閲覧。